# Мон-Пелерен (село)
Мон-Пелерен (фр. Le Mont-Pèlerin) — швейцарське поселення у громаді Шардонн у кантоні Во, Швейцарія. Свою назву воно отримало від сусідньої гори Мон-Пелерен.

## Доступ
Фунікулер Веве — Шардонн — Мон-Пелерен, відкритий у 1900 році, з'єднує місто Веве зі станцією Мон-Пелерен на висоті 810 метрів .

## Історія

### Готелі

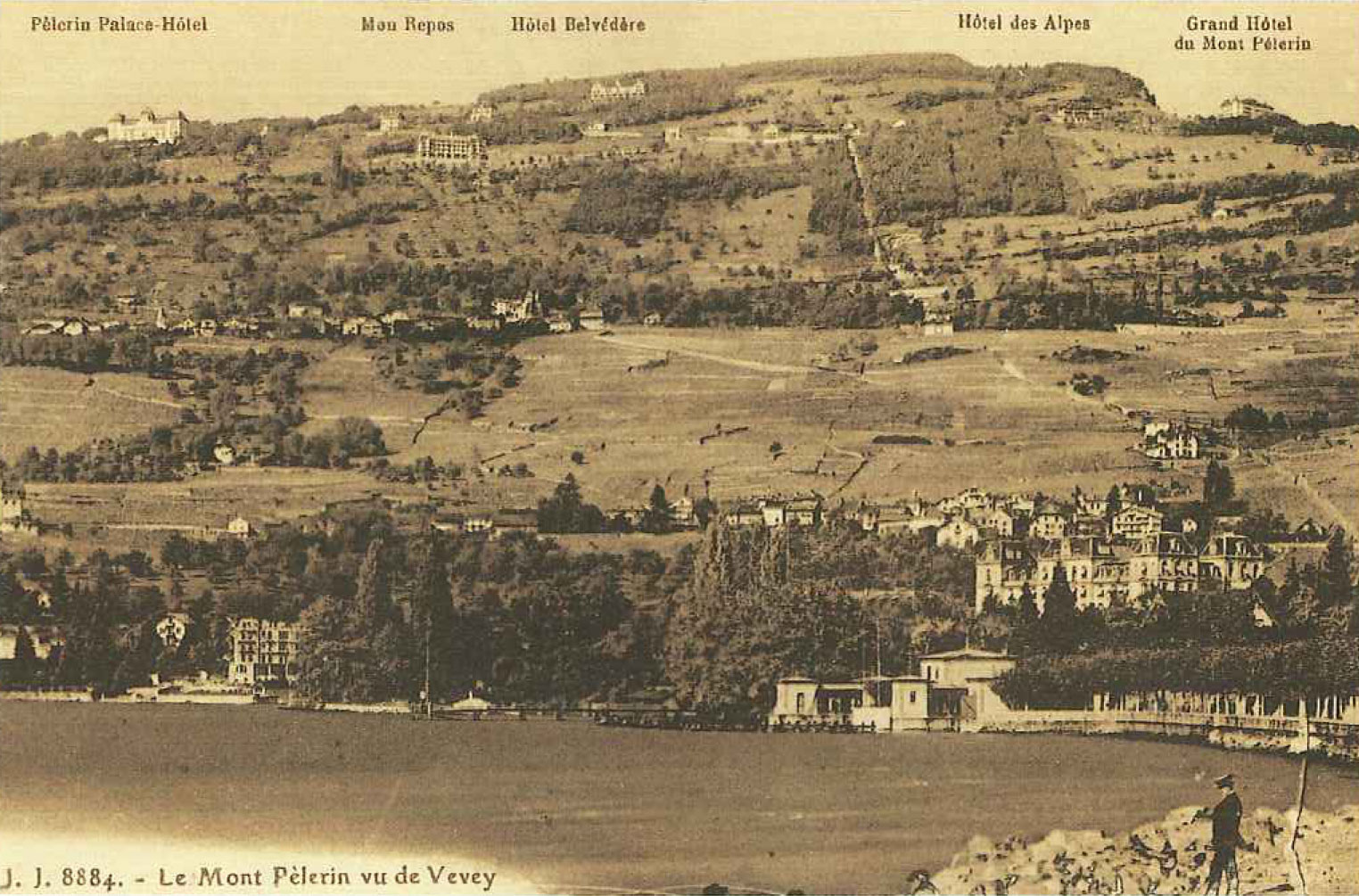
Грандіозні готелі Мон-Пелерена, вид з Веве в 1912 році.

Вже у 18-ому століття Мон-Пелерен приваблював багатьох письменників своїми пейзажами. Під час розквіту туристичної індустрії в Швейцарії наприкінці 19 і на початку 20 століття в регіоні почали з'являтись великі готелі, які приваблювали заможних європейців і аристократів, зокрема, до Монтре, Веве та Шебру. З відкриттям у 1900 році фунікулера Веве — Шардонн — Мон-Пелерен Мон-Пелерен став популярним місцем відпочинку, а з 1902 по 1910 рік тут побудували п'ять великих готелів.
Перший з них, готель Belvédère, був відкритий у 1902 році. Тоді він належав анонімному товариству Бельведера. Готель був знесений наприкінці 1940-х років.
Hôtel des Alpes, задокументований у 1904 році та знесений у 1950-х роках, був власністю Марка Бо, власника пансіонату Буа-Бугі в Ньйоні.
Будівництво Grand Hôtel du Mont Pèlerin почалося в 1903 році. Під час робіт у 1904 році готель постраждав від пожежі. У 1905 році готель був відкритий, а 1957 році він був перетворений на геріатричний пансіонат (La Maison du Pèlerin).
Готель Le Mirador, останній діючий готель, утворився в результаті перетворення в 1950-х роках будинку відпочинку Mon Repos, відкритого в 1910 році. У 1906 році був побудований, а в 1907 — відкритий готель Pèlerin Palace. У 1923 році цей готель купила родина, яка керувала ним протягом п'яти поколінь, і він став називатись Hôtel du Parc . У 2008 році його купила компанія, щоб перетворити його на розкішні апартаменти.

Ці готелі обслуговувались приватною водопостачальною мережею, якою керувала обслуговуюча компанія Мон-Пелерену. З 1905 року вода в мережу постачається з міста Лозанна, куди вона надходить із селища Лезаван .

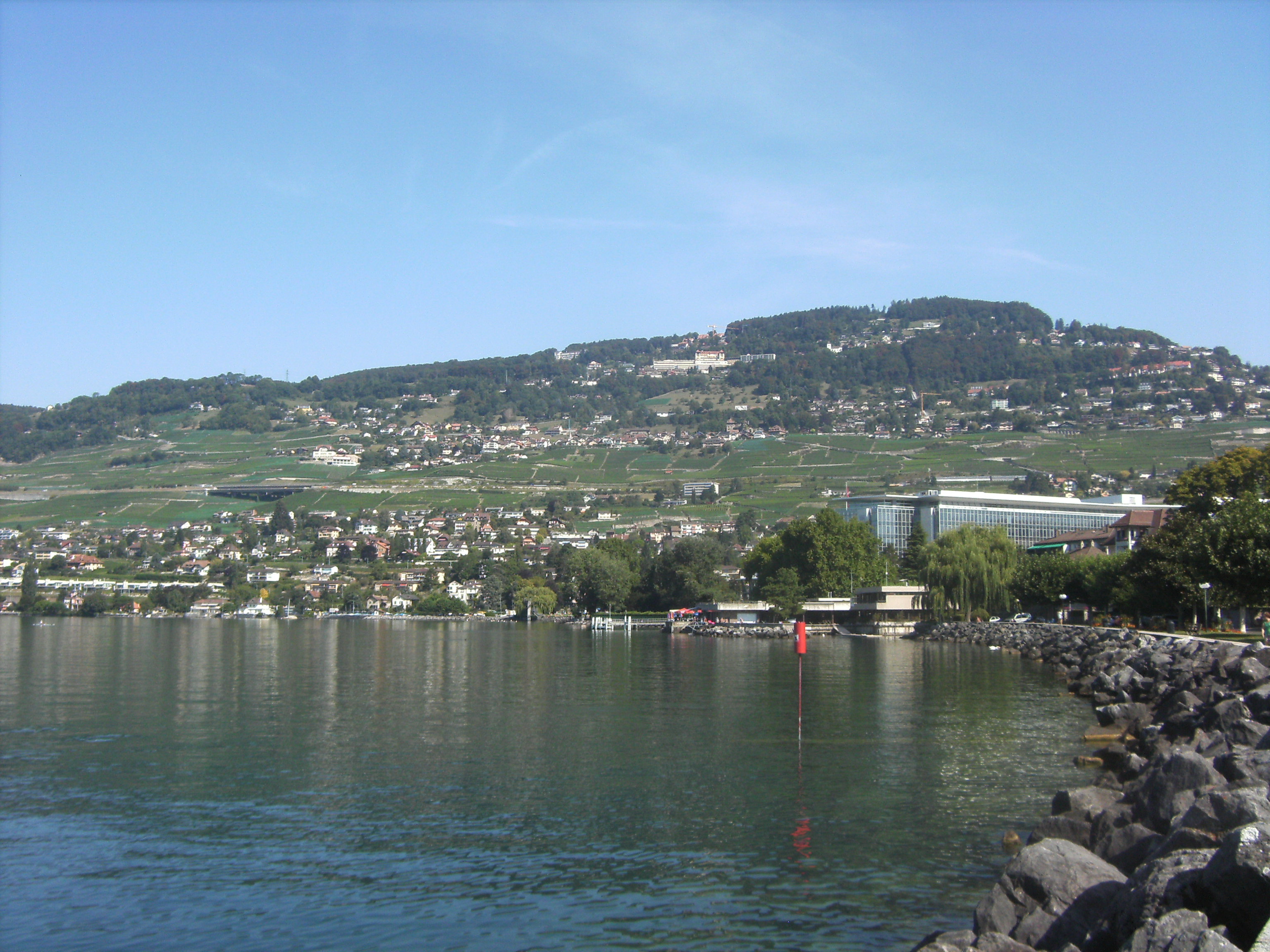
Мон-Пелерен над Шардонном і Корсо, вид з Веве.
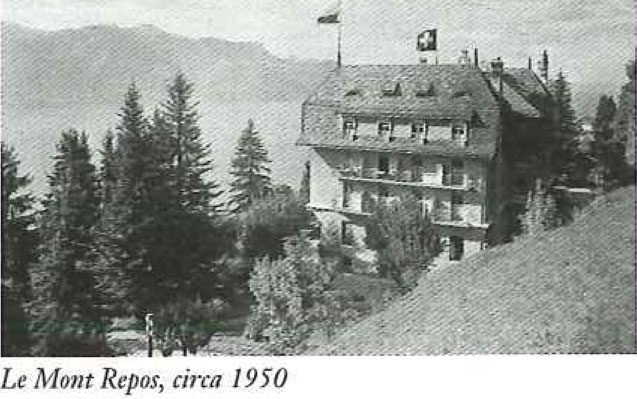
Гора Мон-Репо близько 1950 року.
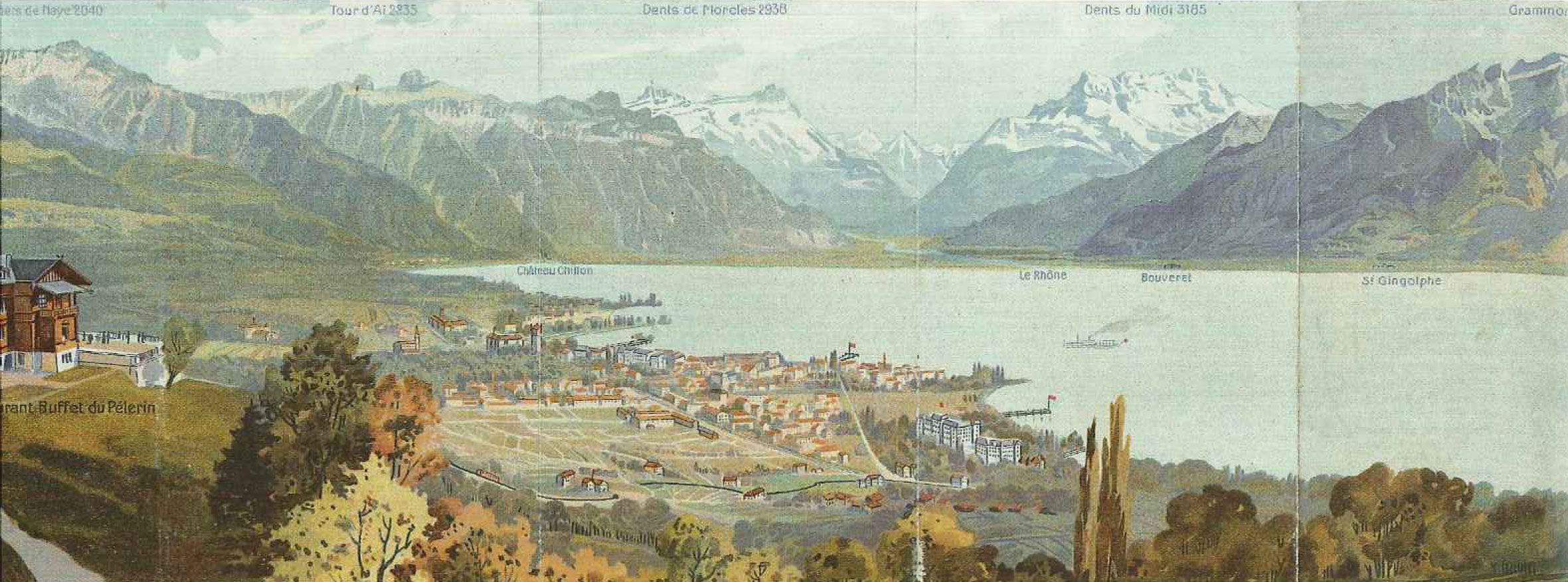
Панорама Швейцарської рів'єри в 1912 році.

### Товариство Мон Пелерен
У 1947 році на честь гори та села Мон-Пелерен було названо Товариство «Мон Пелерен», аналітичний центр, який пропагує ліберальні цінності, такі як ринкова економіка, відкрите суспільство та свобода слова. Товариство було засновано в 1947 році економістом Фрідріхом Гаєком, який організував в Мон-Пелерен конференцію економістів та мислителів, що проходила з 1 по 10 квітня в готелі Hôtel Du Parc.

## Релігія
В Мон-Пелерен знаходиться протестантська каплиця Бомарош, а також католицька церква Св. Йосипа, побудована в 1934 році. В 1977 році буддистським вченим монахом (ґеше) Рабтеном Рінпочев в Мон-Пелерен був заснований буддистський монастир і центр вивчення тибетського буддизму.

## Відомі мешканці
- Емануель Моор — піаніст, композитор і майстер піаніно, помер у Мон-Пелерені.